# Jabloň (okres Humenné)
Jabloň je obec na Slovensku v okrese Humenné v Prešovském kraji. Žije zde 378 obyvatel, první písemná zmínka pochází z roku 1405. Nachází se zde římskokatolický kostel Nejsvětějšího Srdce Ježíšova z roku 1906.